# خفاش شائوب
خفاش شائوب (نام علمی: Myotis schaubi) گونه‌ای خفاش است که در ایران و ارمنستان دیده شده و اطلاعات چندانی از آن در دسترس نیست. این خفاش با خفاش ارس ارتباط نزدیک دارد.